# بداية كتاب السحر من نقطة الصفر
بداية كتاب السحر من نقطة الصفر
(باليابانية: ゼロから始める魔法の書، بالروماجي: Zero kara Hajimeru Mahō no Sho) (بالإنجليزية: Starting the Magical Book from Zero)‏ هي سلسلة رواية خفيفة من تأليف كاكيرو كوباشيري رسم يوشينوري شيزوما. نشرت من قبل آسكي ميديا وركس، منذ 8 فبراير عام 2014 حتى 10 ديسمبر 2017، وتكونت من 11 مجلد.
اقتبست إلى سلسلة مانغا من تأليف كاكيرو كوباشيري ورسم تاكاشي إيواساكي. نشرت من قبل آسكي ميديا وركس في مجلة دينجيكي دايوه، منذ 27 ديسمبر عام 2014 حتى 10 ديسمبر 2017، تم تجمع فصول المانغا في 6 مجلدات تانكوبون. أنتجت إلى مسلسل أنمي تلفزيوني من قبل وايت فوكس، عرض الأنمي في 10 أبريل عام 2017 واستمر عرضه حتى 26 يونيو عام 2017، وتكون من 12 حلقة.

## القصة
تدور أحداث القصة في سنة 526 من التقويم الليتورجي، ويشتهر السحر والسحرة في جميع أنحاء البلاد، ميرسيناري هو مرتزق نصف إنسان ونصف وحش، من نوع الذي يحتقره السكان، ويحلم ليلًا ونهارًا بأن يصبح إنسان ذات يوم إلتقى بساحرة تدعى زيرو، وعرضت عليه تحويله إلى إنسان إذا كان سيرافقها كحارس شخصي لها في بحثها عن كاتب سحري، يمتلك معرفة قوية يمكن أن تعيث فسادًا في الأرض أن وقع في الأيدي الخطأ. يبدأ الاثنان رحلاتهما للبحث عنه.

## الشخصيات
زيرو (باليابانية: ゼロ، بالروماجي: Zero)
أداء صوتي: يوميري هاناموري
ميرسيناري (باليابانية: 傭兵، بالروماجي: Yōhei)
أداء صوتي: تسويوشي كوياما
ألبس (باليابانية: アルバス، بالروماجي: Arubasu)
أداء صوتي: يو تايتشي
هولديم (باليابانية: ホルデム، بالروماجي: Horudemu)
أداء صوتي: ماسايوكي كاتو
ثرتيين (باليابانية: 十三番، بالروماجي: Jūsanban)
أداء صوتي: تاكيهيتو كوياسو
سورينا (باليابانية: ソーレナ، بالروماجي: Sorena)
أداء صوتي: يوشيكو ساكاكيبارا

## وصلات خارجية
- موقع الرواية الخفيفة الرسمي باللغة اليابانية
- موقع الأنمي الرسمي باللغة اليابانية
- بداية كتاب السحر من نقطة الصفر على موقع ANN manga (الإنجليزية)